# Єлка (Росія)
Єлка́ (рос. Елка, марій. Елка) — присілок у складі Марі-Турецького району Марій Ел, Росія. Входить до складу Марі-Турецького міського поселення.

## Населення
Населення — 12 осіб (2010; 20 у 2002).
Національний склад (станом на 2002 рік):
- росіяни — 85 %